# Dania na Letnich Igrzyskach Olimpijskich 1928

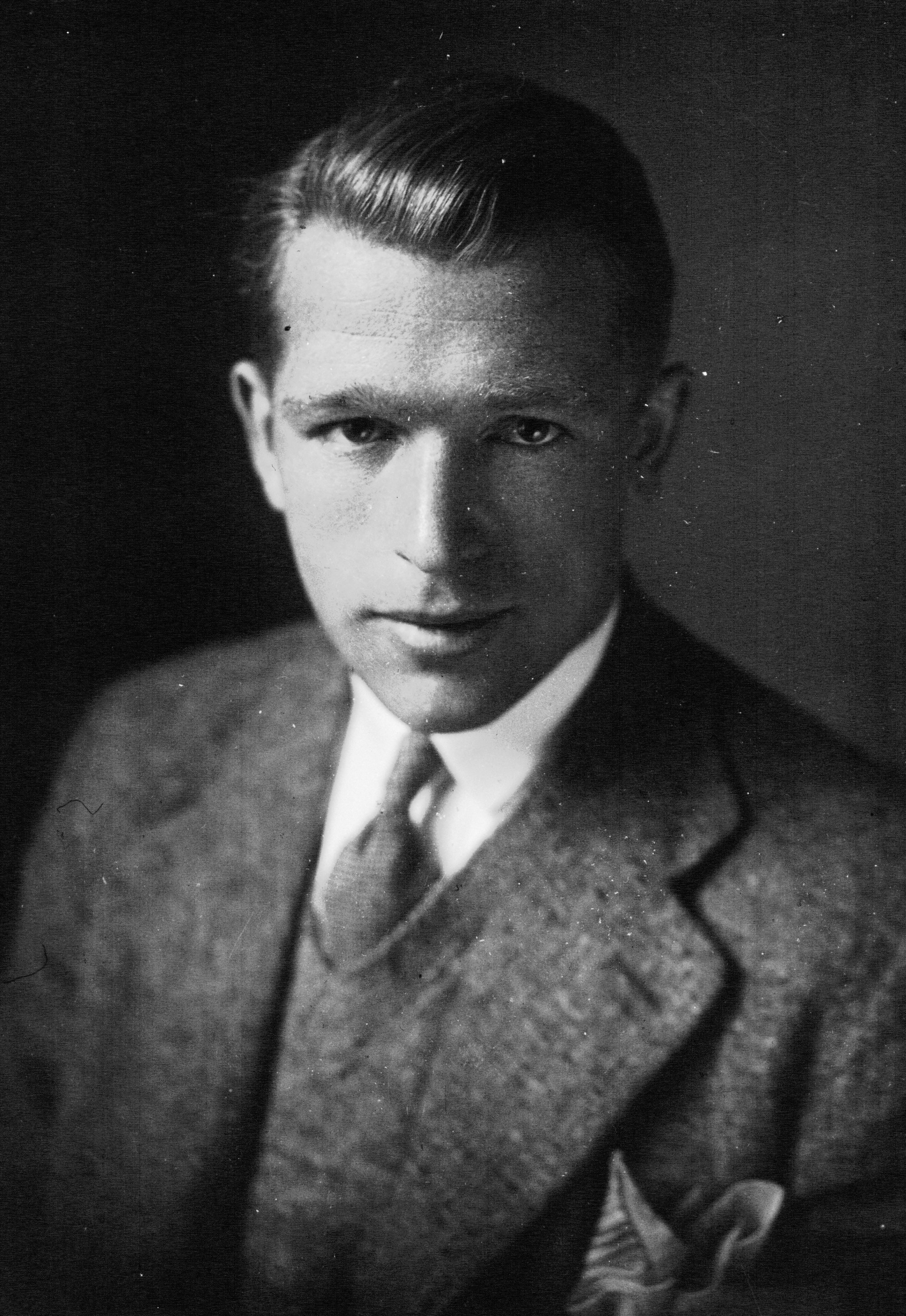
Willy Falck Hansen, zdobywca złotego i brązowego medalu

Danię na Letnich Igrzyskach Olimpijskich 1928 w Amsterdamie reprezentowało 91 zawodników: 82 mężczyzn i 9 kobiet. Był to siódmy start reprezentacji Danii na letnich igrzyskach olimpijskich.
Najmłodszym duńskim zawodnikiem na tych igrzyskach był 17-letni pływak, Else Jacobsen, natomiast najstarszym 60-letni szermierz, Otto Bærentzen.

## Zdobyte medale
| Medal    | Zawodnik                                                         | Dyscyplina   | Konkurencja                | Data        |
| -------- | ---------------------------------------------------------------- | ------------ | -------------------------- | ----------- |
| · Złoto  | Henry Hansen                                                     | · Kolarstwo  | Indywidualna jazda na czas | 7 sierpnia  |
| · Złoto  | Henry Hansen Orla Jørgensen Leo Nielsen                          | · Kolarstwo  | Drużynowa jazda na czas    | 7 sierpnia  |
| · Złoto  | Willy Falck Hansen                                               | · Kolarstwo  | 1 km na czas               | 5 sierpnia  |
| · Srebro | Aage Høy-Petersen Vilhelm Vett Peter Schlütter Niels Otto Møller | · Żeglarstwo | Klasa 6 metrów             | 9 sierpnia  |
| · Brąz   | Michael Jacob Michaelsen                                         | · Boks       | Waga ciężka mężczyzn       | 11 sierpnia |
| · Brąz   | Willy Falck Hansen                                               | · Kolarstwo  | Sprint                     | 6 sierpnia  |